# Ferrovia Chivasso-Ivrea-Aosta
La ferrovia Chivasso-Ivrea-Aosta è una linea ferroviaria regionale che mette in comunicazione le regioni Piemonte e Valle d'Aosta, collegando la città di Aosta con la rete nazionale italiana, attraverso il nodo ferroviario di Chivasso, nel territorio piemontese.

## Storia
| Tratta          | Inaugurazione     |
| --------------- | ----------------- |
| Chivasso–Caluso | 1º maggio 1858    |
| Caluso–Ivrea    | 5 novembre 1858   |
| Ivrea–Donnas    | 19 settembre 1885 |
| Donnas–Aosta    | 5 luglio 1886     |

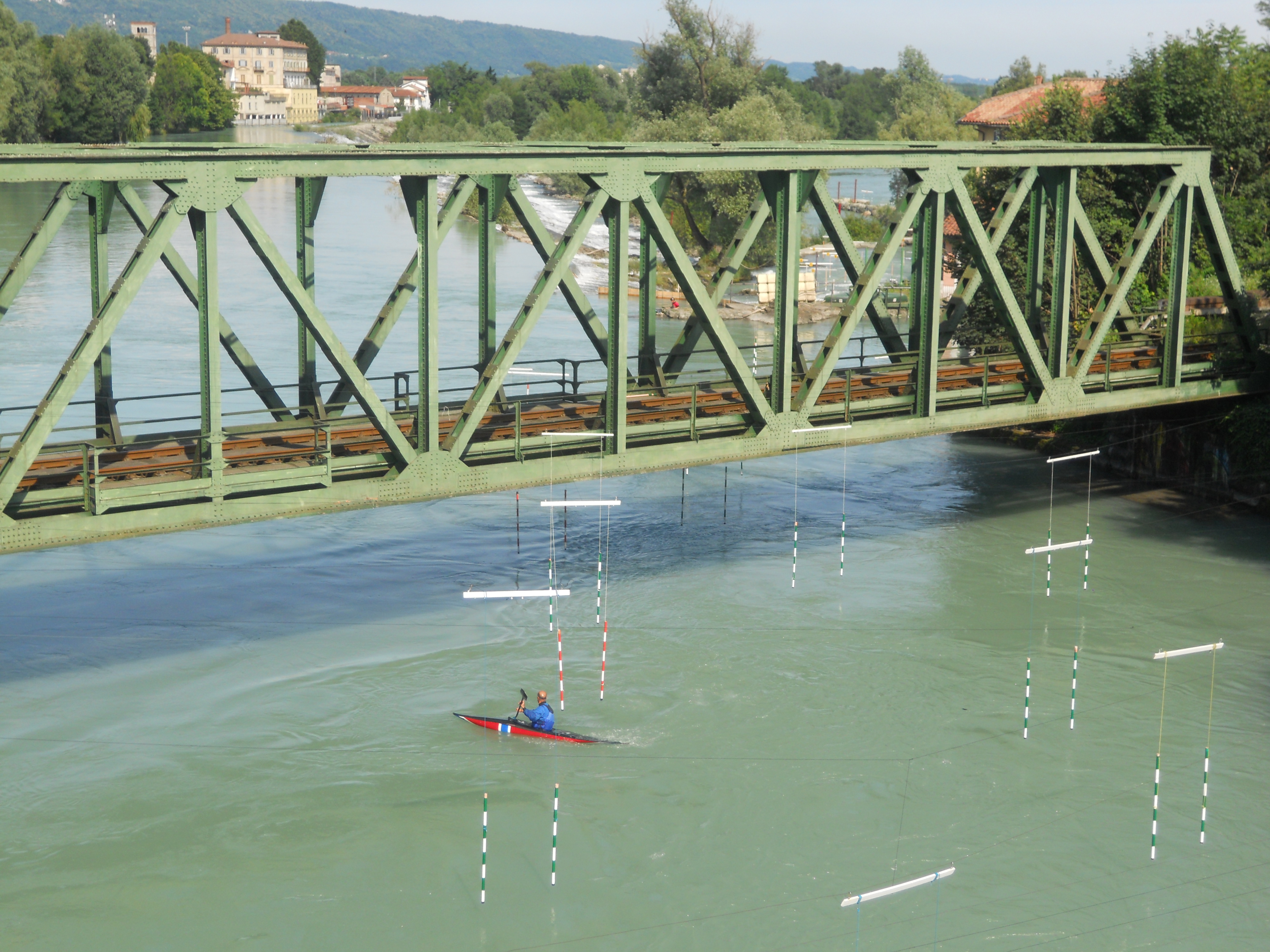
Ponte di ferro sulla Dora Baltea ad Ivrea

Un volumetto dal titolo Aperçu sur l'utilité d'établir un chemin de fer d'Aoste à Ivrée, pubblicato nell'estate del 1855 da una piccola tipografia di Aosta, raccoglie tutte le notizie riguardanti le istanze di varia fonte tendenti ad avvalorare un progetto di collegamento ferroviario del capoluogo valdostano con il resto del regno piemontese sabaudo. Nonostante il fervore dimostrato dalla costituzione di comitati e società, si dovette attendere la legge nº 2279 del 1865, perché la linea Ivrea-Aosta, classificata fra quelle della rete complementare dello Stato, venisse affidata, per la costruzione e l'esercizio, alla SFAI assegnandole un provento lordo del 50%.
Così il 5 luglio 1886 arrivò ad Aosta il primo treno proveniente da Ivrea che a sua volta era stata precedentemente collegata a Donnas (allora nota con la grafia 'Donnaz') il 19 settembre del 1885. L'esercizio della ferrovia avveniva con locomotive a vapore.

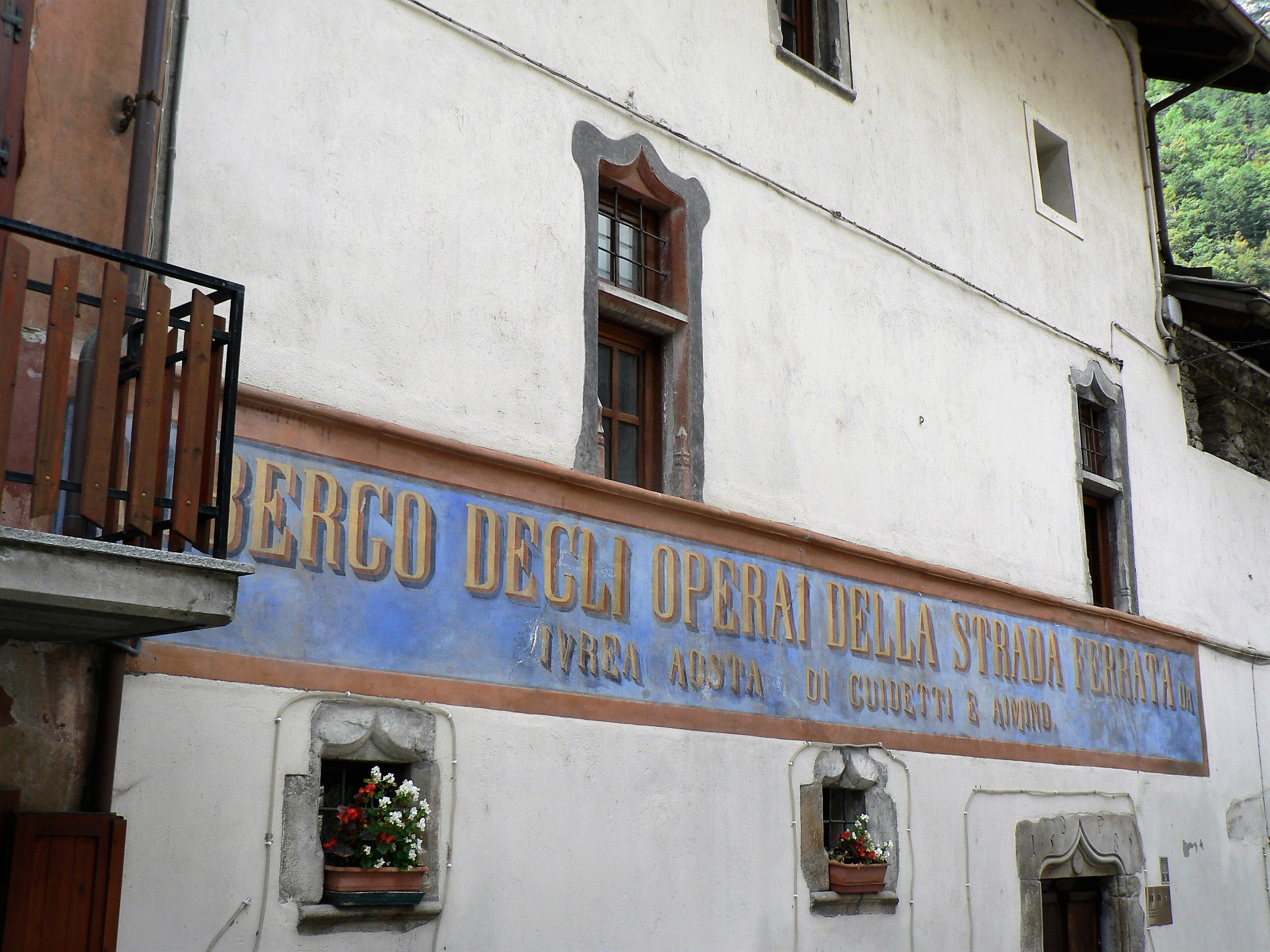
Iscrizione sulla facciata della casa cinquecentesca a Bourg (Montjovet) trasformata in albergo per gli operai della ferrovia.

La strada ferrata giunta in Valle d'Aosta nel 1886 sarebbe stata, secondo l'ironico commento di Jean-Baptiste Cerlogne, la meilleure grammaire d'italien pour les Valdôtains (in italiano, «la migliore grammatica della lingua italiana per i valdostani»); tale affermazione è attribuita, secondo altra fonte, all'abbé Gorret.
Il 1º gennaio 1915 l'esercizio della Chivasso-Aosta fu affidato ai militari del Genio Ferrovieri, trasferiti in seguito all'elettrificazione della Torino-Pinerolo, della Pinerolo-Torre Pellice e della sua diramazione Bricherasio-Barge, linee di cui avevano assunto la gestione con la convenzione n. 8578 del 7 febbraio 1891.
L'importanza strategica della linea, dovuta alla presenza ad Aosta dello stabilimento siderurgico Cogne, aumentò ulteriormente a seguito dell'apertura della Aosta - Pré-Saint-Didier, avvenuta il 28 ottobre 1928, che generò verso di essa un traffico merci proveniente dalle miniere de La Thuile e che perdurò fino alla chiusura delle stesse nel 1961; da allora l'attuale Cogne Acciai Speciali vede ancora saltuari trasporti merci ferroviari grazie a contributi erogati dalla Regione Valle d'Aosta.
L'esercizio militare della Chivasso-Aosta da parte del Genio Ferrovieri rimase operativo fino allo scioglimento del corpo, avvenuto l'8 settembre 1943 con l'Armistizio di Cassibile, ma venne ripreso con la convenzione n. 1055 del 21 marzo 1949 dalla Compagnia Esercizio Linee Ferroviarie (ELF), costituita nello stesso anno con sede a Chivasso come parte del Reggimento Pontieri. La Compagnia ELF tornò poi a far parte del Reggimento Genio Ferrovieri, ricostituito con sede a Castel Maggiore (BO) il 1º ottobre 1957.
Un'ulteriore riorganizzazione avvenne il 1º luglio 1965 con l'istituzione a Torino del Secondo Battaglione Genio Ferrovieri (Esercito), comprendente la Prima Compagnia Addestramento e la Seconda Compagnia Esercizio con sede a Chivasso, alla quale vennero affidati il deposito locomotive, il personale viaggiante e le stazioni ferroviarie da Chivasso, esclusa, ad Aosta.

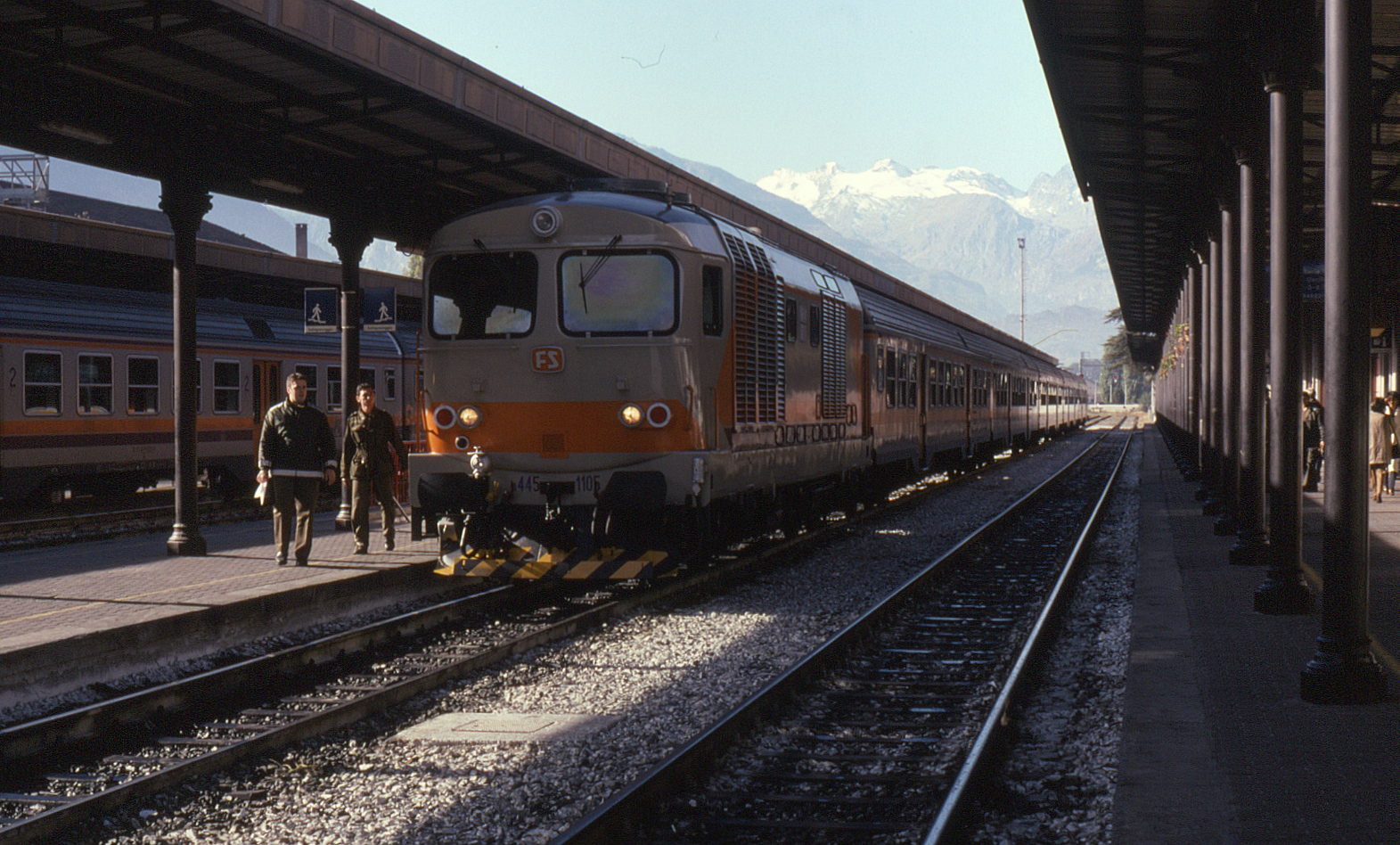
La stazione di Aosta nel 1997

Nell'autunno 2000, a causa dell'esondazione della Dora Baltea, è stato chiuso il tratto fra Strambino e Aosta. Il bilancio è stato catastrofico: ponti, binari e massicciata sono stati spazzati via. La tratta Strambino-Ivrea è stata riaperta l'anno successivo, mentre si è dovuto attendere il dicembre 2002 e il gennaio 2003 per la riapertura dell'intera linea fino ad Aosta e la normalizzazione del traffico.
Il 27 settembre 2001 il Secondo Battaglione Genio Ferrovieri (Esercito) è stato trasferito a Ozzano Emilia (BO) e la gestione della Chivasso-Aosta è tornata alle Ferrovie dello Stato.
Dal 3 gennaio 2024 la tratta tra Ivrea e Aosta è sospesa e sostituita da bus per consentire i lavori di rinnovamento delle stazioni e l'elettrificazione della tratta.

## Incidenti
Nel 1992 avvenne un incidente all'imbocco sud della galleria tra Caluso e Candia Canavese, con conseguente scontro tra il diretto Torino-Aosta e il regionale Ivrea-Chivasso. Il bilancio fu di 6 persone morte e altrettanti feriti.
Il 23 maggio 2018 un treno regionale in servizio tra Torino e Ivrea si scontrò con un trasporto eccezionale bloccato a un passaggio a livello tra le stazioni di Caluso e Rodallo, provocando due morti e 24 feriti.

## Traffico e servizio
Sulla linea sono presenti due diverse relazioni, con il seguente schema (valido nei giorni feriali):
1) 24 collegamenti Torino Porta Nuova - Ivrea, con proseguimento su bus da e per Aosta. Tali corse servono solo le stazioni principali e vengono indicate come RV (Regionale Veloce).
2) 28 corse Ivrea - Chivasso, molte con proseguimento verso Novara, con servizio in tutte le stazioni della tratta.
Tutti i servizi sono effettuati da Trenitalia; quelli a servizio di Aosta sono per conto della regione Valle d'Aosta, gli altri per conto della regione Piemonte. A fine agosto 2020 è stato siglato il nuovo contratto di servizio con Trenitalia, che ha durata di 5 anni ed è operativo dal 13 dicembre 2020, comprendente anche la riattivazione della tratta Aosta - Pré-Saint-Didier e l'effettuazione di 12 collegamenti regionali su di essa.
Come in molte altre ferrovie regionali europee, le corse si susseguono a cadenza pressoché oraria, con qualche rinforzo nelle fasce pendolari e un servizio ridotto durante metà mattino o in tarda serata.
Sussiste anche un minimo traffico merci.

## Caratteristiche
| Unknown route-map component "CONTgq" | Unknown route-map component "STR+r" |  |

|  | Unknown route-map component "ABZg+l" | Unknown route-map component "CONTfq" |

| Station on track |

|  | Unknown route-map component "ABZgl" | Unknown route-map component "CONTfq" |

| Unknown route-map component "CONTgq" | Unknown route-map component "KRZu" | Unknown route-map component "CONTfq" |

| Unknown route-map component "SKRZ-Au" |

| Station on track |

| Unknown route-map component "CONTgq" | Unknown route-map component "ABZg+r" |  |

| Station on track |

| Station on track |

| Enter and exit short tunnel |

| Station on track |

| Stop on track |

| Station on track |

| Small bridge over water |

| Unknown route-map component "SKRZ-Au" |

| Station on track |

| Small bridge over water |

| Enter and exit tunnel |

| Non-passenger station/depot on track |

| Enter and exit short tunnel |

| Station on track |

| Small bridge over water |

| Non-passenger station/depot on track |

| Unknown route-map component "eHST" |

| Small bridge over water |

| Unknown route-map component "STR+GRZq" |

| Station on track |

| Small bridge over water |

| Stop on track |

| Enter and exit short tunnel |

| Small bridge over water |

| Station on track |

| Small bridge over water |

| Unknown route-map component "SKRZ-Au" |

| Unknown route-map component "eHST" |

| Station on track |

| Small bridge over water |

| Small bridge over water |

| Non-passenger station/depot on track |

| Small bridge over water |

| Unknown route-map component "SKRZ-Au" |

| Unknown route-map component "eHST" |

| Unknown route-map component "SKRZ-Au" |

| Station on track |

| Unknown route-map component "SKRZ-Au" |

| Non-passenger station/depot on track |

| Small bridge over water |

| Unknown route-map component "SKRZ-Au" |

| Small bridge over water |

| Unknown route-map component "SKRZ-Au" |

| Station on track |

| Small bridge over water |

| Unknown route-map component "eHST" |

| Small bridge over water |

| Non-passenger station/depot on track |

| Small bridge over water |

| Station on track |

| Continuation forward |

La linea è una ferrovia a binario semplice ordinario, elettrificato soltanto nel tratto Chivasso-Ivrea, classificata C3L in relazione al massimo peso per asse (fino a 20 tonnellate per asse, ma il materiale rotabile con massimo carico assiale superiore a 18 tonnellate è soggetto a limitazioni di velocità), e lunga complessivamente 100 chilometri.
Il gestore RFI la qualifica come "linea complementare".

### Percorso
L'arteria si sviluppa pressoché in rettilineo, mantenendo una pendenza dell'8 per mille, fino a Ivrea, capoluogo della regione geografica del Canavese. Da qui, scavalcata la Dora Baltea sul caratteristico e storico ponte di ferro, si immette nel primo tunnel e inizia la salita verso il confine con la Valle d'Aosta, che viene passato tra Quincinetto e Pont-Saint-Martin.
Fra le opere d'arte degne di nota si segnala il tunnel realizzato sotto l'ammasso roccioso che ospita il Forte di Bard.

### Materiale rotabile
Sulla linea viaggiano attualmente diversi tipi di materiale rotabile:
- Elettrotreni BTR 813: introdotti nel 2019, sono mezzi bimodali, essendo dotati di un generatore di energia elettrica azionato da un motore diesel; in tal modo, possono operare indistintamente sia in presenza che in assenza di linea aerea di contatto. Effettuano i diretti Ivrea - Torino.
- ALe 501/502 "Minuetto": effettuano talvolta le corse Ivrea - Chivasso e Ivrea - Novara.
- ETR 425 "Jazz": effettuano le corse Ivrea - Torino e talvolta le corse Ivrea - Novara.
- Complessi ordinari con locomotive E 464 e MDVC e MDVE: effettuano le corse Ivrea - Torino, Ivrea - Chivasso e Ivrea - Novara.

I trasporti ferroviari a servizio di Aosta, a partire dai primi anni ottanta, sono stati svolti con treni ordinari di carrozze MDVC e MDVE con locomotive D.445 e da materiale leggero costituito da automotrici ALn 668 e ALn 663. Le composizioni ordinarie con locomotive D.445 spariscono nel 2011, mentre le automotrici 663 e 668 a fine 2015.
Nel 2006 sono stati introdotti i Minuetto diesel ed elettrici fino ad Ivrea, oltre che le composizioni ordinarie con locomotive E464 ed E652.
Per un breve periodo, a cavallo tra il 2010 e il 2011, hanno circolato dei convogli di carrozze MDVC ed MDVE trainati da E652 fino a Chivasso. Qui la locomotiva elettrica veniva sostituita da una D445 fino ad Aosta e viceversa. Questo cambio macchina consentiva l'effettuazione dei treni diretti Aosta - Torino.
Dal 2015 arrivano ad Ivrea alcuni esemplari di Jazz.
Nel 2019 vengono introdotti i cinque BTR 813, della serie Stadler Flirt, ad alimentazione multipla (i motori elettrici possono essere alimentati sia da linea aerea che da generatori diesel). Dal 2021 alcune corse vengono effettuate in doppia composizione. Era previsto l'acquisto di alcuni esemplari di HTR 412 "Blues", progetto accantonato in seguito all'avvio dell'elettrificazione.
Dal 2022 vengono ordinati presso Stadler sei nuovi convogli della serie Flirt, simili agli esemplari in esercizio ma in versione solo elettrica e a quattro casse passeggeri invece di tre. Sono classificati come ETR 814 ed entreranno in esercizio al termine dei lavori di elettrificazione.

### Aggiornamenti dell'infrastruttura tecnologica
Un primo ammodernamento della Chivasso-Aosta avvenne tra il 1969 e il 1977 con l'installazione del Blocco Elettrico Manuale (BEM) tra Chivasso e Rodallo e degli Apparati Centrali Elettrici (ACE) nelle stazioni di Montanaro e Rodallo. Nello stesso periodo, più precisamente nel 1972, la stazione di Aosta venne dotata di un apparato centrale a leve e chiavi e del segnalamento luminoso sul lato Quart.
Il rinnovo del resto degli impianti, dotati ancora di sistemi obsoleti, iniziò nel 1985 con l'adozione progressiva degli apparati centrali elettrici a itinerari (ACEI) e l'estensione del BEM da Rodallo ad Aosta, interventi ultimati fino a Ivrea con l'orario estivo del 1988 ed estesi fino ad Aosta il 10 agosto 1990, con l'eccezione dell'ACEI di quest'ultima stazione, che per la sua complessità fu completato solo nell'autunno 1994.
Nel 1986, durante la prima fase di rinnovamento da Rodallo a Ivrea, le stazioni di Quincinetto, Donnaz, Hône-Bard, Chambave e Quart furono trasformate in fermate non presenziate ai fini del servizio commerciale, ma vennero dotate di ACEI nella successiva fase riguardante il tratto Ivrea-Aosta.
A seguito dell'incidente di Caluso, venne subito finanziato un nuovo piano di automazione della linea, che comportò inizialmente la sostituzione del BEM con il Blocco elettrico Conta Assi (BCA), seguita il 1º marzo 1997 dall'inizio dei lavori per l'introduzione del Controllo del Traffico Centralizzato (CTC) con una versione tecnologicamente più avanzata rispetto alle precedenti realizzazioni sulla rete FS. L'adeguamento delle stazioni, che richiedeva il cambio dell'ACEI, installato solo da pochi anni, con un altro predisposto per il telecomando, avvenne progressivamente da Quart a Caluso, utilizzando durante l'intervento di sostituzione un ACEI alloggiato provvisoriamente in un container spostato di stazione in stazione, che venne poi installato definitivamente nella stazione di Caluso al termine dei lavori. Contemporaneamente venne realizzato il posto centrale nella stazione di Torino Lingotto. Nel 1995 venne soppressa la stazione di Saint-Vincent.
Con l'orario estivo del 30 maggio 1999 furono soppresse le stazioni di Montalto Dora, Settimo-Tavagnasco, Quincinetto, Montjovet, Chambave, Saint-Marcel e Quart. Il CTC della Chivasso-Aosta venne inaugurato il 21 dicembre 1999, escludendo provvisoriamente le stazioni di Montanaro e Rodallo ancora provviste di ACE, mentre la sua attivazione completa avvenne il 14 giugno 2000.
Con l'introduzione del CTC, solo le stazioni di Ivrea e Aosta hanno mantenuto la presenza del Dirigente Movimento, mentre le altre non sono più presenziate dall'inizio del febbraio 2000.
Il posto centrale di Torino Lingotto, sede del Dirigente Centrale Operativo (DCO) della Chivasso-Aosta, è stato gestito fino al 28 settembre 2001 da un gruppo di marescialli capistazione del Genio Ferrovieri.
Nel 2006 la linea venne dotata di SCMT fino ad Ivrea e di SSC fino ad Aosta.
A gennaio 2019 venne pianificata la chiusura di 49 passaggi a livello presenti sulla linea, per rendere più sicuro e scorrevole il traffico ferroviario.
Nel 2022 le stazioni di Montalto Dora, Settimo Tavagnasco, Montjovet, Chambave e Quart sono state ufficialmente convertite in posti di movimento, utilizzati per incroci e precedenze.
Tra il 2024 e il 2026 la tratta Ivrea - Aosta subirà importanti interventi di aggiornamento. Tutte le stazioni, oltre a quelle di Strambino e Montanaro, riceveranno le banchine innalzate a 55 centimetri, oltre al rinnovo dei sottopassi o sovrappassi con la dotazione di ascensori. Verrà inoltre portato il SCMT fino ad Aosta..

### Elettrificazione della linea
Nell'autunno 2004 vengono avviati i lavori per l'installazione degli apparati per la trazione elettrica sulla tratta Chivasso - Ivrea. L'esercizio a trazione elettrica sulla tratta viene aperto il 10 luglio 2006.
Il completamento dell'installazione fino ad Aosta rimane in standby per 10 anni, suscitando scarso interesse nella politica. Tuttavia, nel 2016, i lavori vengono inclusi nella Legge Regionale n. 22 della Valle d'Aosta.
Nell'aprile 2019 è stato confermato l'avvio della progettazione dell'elettrificazione del tratto Ivrea-Aosta. Nello stesso anno la Regione Valle d'Aosta si è avvalsa di alcune valutazioni formulate dalla società NET Engineering S.p.A. di Monselice (PD), i cui risultati sono confluiti nel Programma strategico degli interventi approvato dal Consiglio della Valle d'Aosta in data 11 luglio 2019, nel quale viene riportato che l'elettrificazione da Ivrea ad Aosta può essere fatta in complessivi 5/7 anni, per un costo di 80 milioni di euro, con 1000 giorni di interruzione della circolazione su tre tratte distinte, e che tale realizzazione potrebbe consentire una riduzione dei tempi di percorrenza pari a 30’’ (trenta secondi); NET ha riportato che tale intervento è privo di carattere di urgenza.
A seguito di molte discussioni tra enti locali, regioni ed RFI, le opere di elettrificazione vengono incluse nei lavori di miglioramento previsti dal PNRR, con la pubblicazione della gara per la realizzazione il 30 dicembre 2022 e l'aggiudicazione dei lavori il 7 aprile 2023. L'intera tratta da Ivrea ad Aosta sarà dotata di trazione elettrica attraverso linea aerea alimentata da tre nuove sottostazioni (Donnas, Châtillon e Aosta). Per ridurre i lavori necessari all'ampliamento delle gallerie, in queste ultime verrà installata l'innovativa catenaria rigida, tra le prime applicazioni su rete RFI. L'attivazione è prevista per il 2026.